# Gimnée
Gimnée (en wallon Djimnêye) est une section de la commune belge de Doische située en Wallonie dans la province de Namur.
C'était une commune à part entière avant la fusion des communes de 1977.
Ce village de l'Entre-Sambre-et-Meuse est bordé au nord par Surice, à l’est par Doische, au sud par Vaucelles et à l’ouest par Niverlée et Romerée.

## Étymologie
816 Geminiacam, 1214 Gymighi : propriété des (suffixe -iaca) Geminius, gentilice gallo-romain,.

## Évolution démographique
- Source: DGS, 1831 à 1970=recensements population, 1976= habitants au 31 décembre

## Histoire
Des vestiges de l'époque romaine (tuiles et poteries) découverts dans le sol du village suggèrent une présence humaine très ancienne sur les lieux. Avec Aubrives, Doische, Foische, Ham, Niverlée, Olloy et Vaucelles, il fait partie, au Moyen Âge, des huit villages de la baronnie de Hierges, namuroise, croit-on, jusqu’au Xe siècle puis partie du duché de Bouillon et donc territoire liégeois. En 1385, le seigneur de Hierges accorde à ses manants le droit d’usage dans les bois et de chasser le lapin avec des chiens courants.
Depuis le début du XIIIe siècle, Gimnée a constitué un ensemble distinct sous le nom de seigneurie du Blocus.
La bataille de Gimnée les 15 et 16 juillet 1655 est un combat de diversion des Français qui voulaient empêcher les travaux de la place-forte de Charlemont (à Givet) élevée par les Espagnols.
La paroisse, qui comprenait Doische et Vaucelles, dépendait des seigneurs de Hierges qui nommaient le curé et prélevaient la dîme ; après le XIIIe siècle, elle entre dans le patrimoine de l’abbaye Saint-Gérard de Brogne.
Commune du département des Ardennes sous le régime français, transférée à la province de Namur en 1815.
En 1830, la population s’élève à 480 habitants répartis dans 137 maisons et 3 fermes. On compte alors 42 chevaux, 16 poulains, 146 bovins, 53 veaux, 17 porcs et 235 moutons. Un quart du territoire est boisé. On a tiré anciennement du marbre rouge et du marbre gris dans la commune.

## Patrimoine
- L’église Saint-Servais. Edifice de style classique de 1770, et conserve la tour de l'église antérieur, reconstruite en 1720 et 1722[4] a été classée en 1960.
- Presbytère, rue d'Aremberg. Daté de 1744[5].
- La chapelle de l'ermitage date de 1666[6].

## Personnalité
- Gimnée est la patrie du conventionnel François Robert (1763-1823)[7].